# Gonzalo Alfredo Ontiveros Vivas
Gonzalo Alfredo Ontiveros Vivas (El Valle Capacho, 5 dicembre 1968) è un vescovo cattolico venezuelano, dal 27 aprile 2021 vicario apostolico del Caroní.

## Biografia
Nasce ad El Valle Capacho, in Táchira nella diocesi di San Cristóbal de Venezuela, il 5 dicembre 1968. 

### Formazione e ministero sacerdotale
Dopo gli studi primari, completa la propria formazione, prima nel seminario minore diocesano e poi nel seminario maggiore di San Tommaso d'Aquino.
Il 14 agosto 1993 è ordinato presbitero per la diocesi di San Cristóbal de Venezuela.
Dopo l'ordinazione è nominato vicario parrocchiale presso la parrocchia di "San José Obrero". Successivamente viene inviato presso la comunità di "San José de la Fundacion" come parroco; ricopre l'incarico fino al 1994, mentre dal 1993 al 2004 è cappellano militare della Batteria 2103 di Difesa antiaerea a Pregonero. Contemporaneamente ricopre anche l'incarico di cappellano militare del Battaglione 205 "Ingenieros de Combate", dal 1994 al 1997; invece dal 2004 al 2007 è cappellano militare presso il Liceo militare "Jáuregui".
Nominato cappellano militare presso la DICOMAE - Direzione di Costruzione e Mantenimento dell'Esercito (2007 - 2012), dal 2007 è membro del team formativo del seminario diocesano San Tommaso d'Aquino e docente presso l'Istituto universitario ecclesiastico San Tommaso D'Aquino; ricopre questo ruolo fino al 2008, quando viene nominato rettore del seminario maggiore diocesano e segretario dell'Istituto universitario ecclesiastico. Lascia questo incarico nel 2012. Nel 2009 monsignor Mario del Valle Moronta Rodríguez gli affida l'incarico di coordinato del team diocesano per il diaconato permanente. Nel 2015 ritorna presso la DICOMAE come cappellano militare. Lo stesso anno è nominato vicario parrocchiale della parrocchia di "San Juan Bosco" a Táriba e membro del collegio del consultori. Contemporaneamente gli affidato l'incarico di membro della commissione diocesana per le questioni morali del clero. Al momento della nomina episcopale è anche vice coordinatore del team responsabile della preparazione per il centenario della diocesi di San Cristóbal de Venezuela.

### Ministero episcopale
Il 27 aprile 2021 papa Francesco lo nomina vicario apostolico del Caroní; succede a Felipe González González, dimessosi per raggiunti limiti di età. Il 26 giugno seguente riceve l'ordinazione episcopale, nella chiesa di Gesù Cristo Sommo ed Eterno Sacerdote nel seminario Santo Tomas de Aquino in Palmira, dal vescovo Mario del Valle Moronta Rodríguez, coconsacranti i vescovi Juan Alberto Ayala Ramírez e Luis Alfonso Márquez Molina. Il 20 luglio prende possesso del vicariato apostolico.

## Genealogia episcopale
La genealogia episcopale è:
- Cardinale Scipione Rebiba
- Cardinale Giulio Antonio Santori
- Cardinale Girolamo Bernerio, O.P.
- Arcivescovo Galeazzo Sanvitale
- Cardinale Ludovico Ludovisi
- Cardinale Luigi Caetani
- Cardinale Ulderico Carpegna
- Cardinale Paluzzo Paluzzi Altieri degli Albertoni
- Papa Benedetto XIII
- Papa Benedetto XIV
- Papa Clemente XIII
- Cardinale Marcantonio Colonna
- Cardinale Giacinto Sigismondo Gerdil, B.
- Cardinale Giulio Maria della Somaglia
- Cardinale Carlo Odescalchi, S.I.
- Cardinale Costantino Patrizi Naro
- Cardinale Lucido Maria Parocchi
- Papa Pio X
- Papa Benedetto XV
- Papa Pio XII
- Cardinale Eugène Tisserant
- Arcivescovo Raffaele Forni
- Cardinale José Alí Lebrún Moratinos
- Vescovo Mario del Valle Moronta Rodríguez
- Vescovo Gonzalo Alfredo Ontiveros Vivas